# Université de Khenchela
 (janvier 2020).
L'université Abbas Leghrour de Khenchela est une université située dans la commune de Khenchela en Algérie.

## Historique
>L'université est baptisé au nom d'un des chefs nationalistes du FLN durant la guerre d'Algérie Abbas Leghrour.

## Composantes
Le centre universitaire comptait au début deux facultés : l'Institut des Lettres et Langues et l'Institut des Sciences Juridiques et Administratives. En 2006, d'autres facultés étoffent l'Université en gestation, à savoir : l'Institut des Sciences et de la Technologie et l'Institut des Sciences Économiques, Commerciales et Sciences de Gestion.
En 2011, le pole universitaire de Khenchela accède au rang d'Université comportant d'autres facultés : Faculté des Sciences de la Nature et de la Vie et la Faculté des Sciences Sociales et Humaines.
Notes et références
1. ↑  « mesrs.dz%3e »(Archive.org • Wikiwix • Archive.is • Google • Que faire ?).
2. 1 2  « univ-khenchela.dz/pr%C3%A9sent… »(Archive.org • Wikiwix • Archive.is • Google • Que faire ?).